# Hákarl

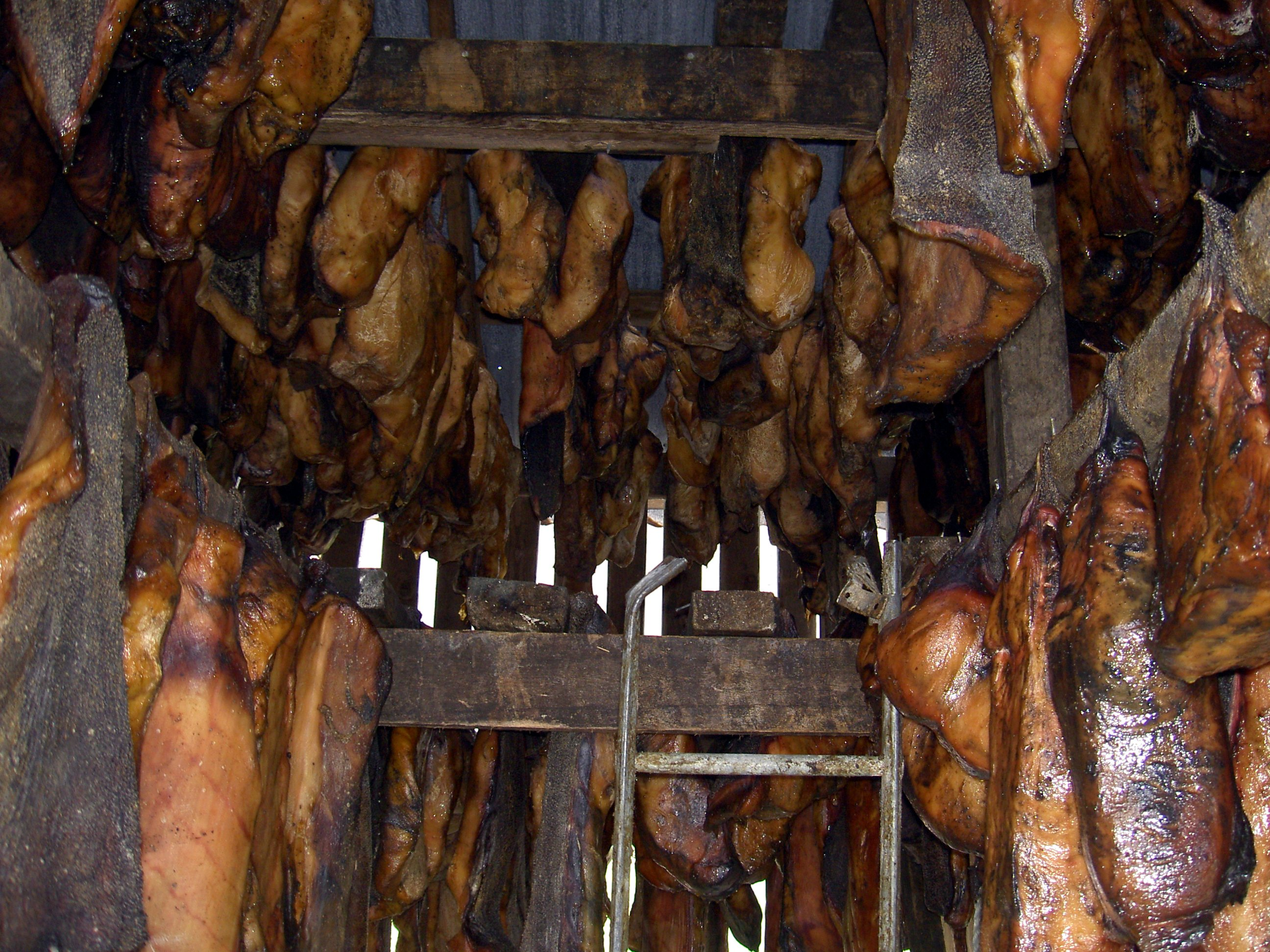
Hákarl in einer Trockenhütte

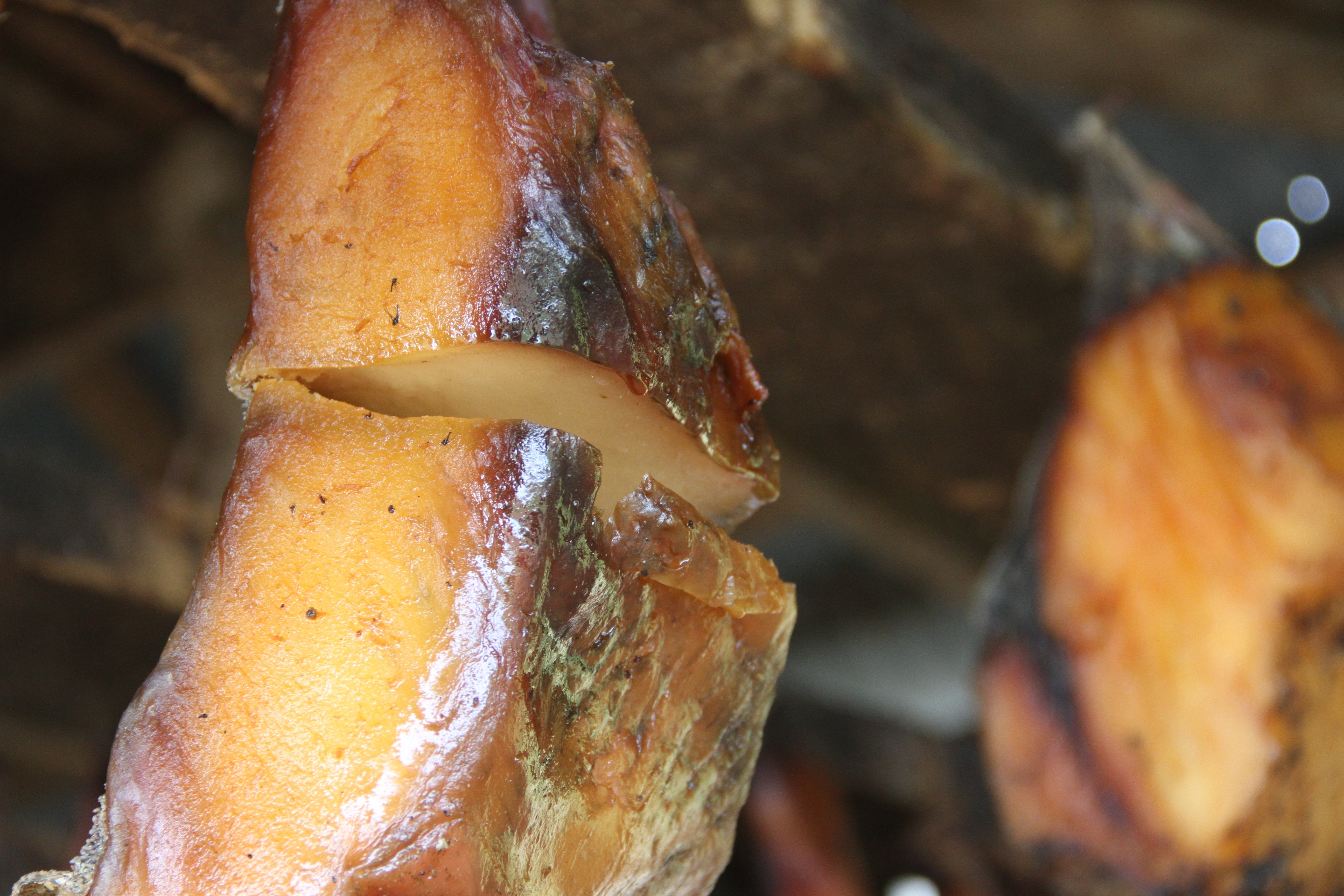
Hákarl, angeschnitten während der Trocknung

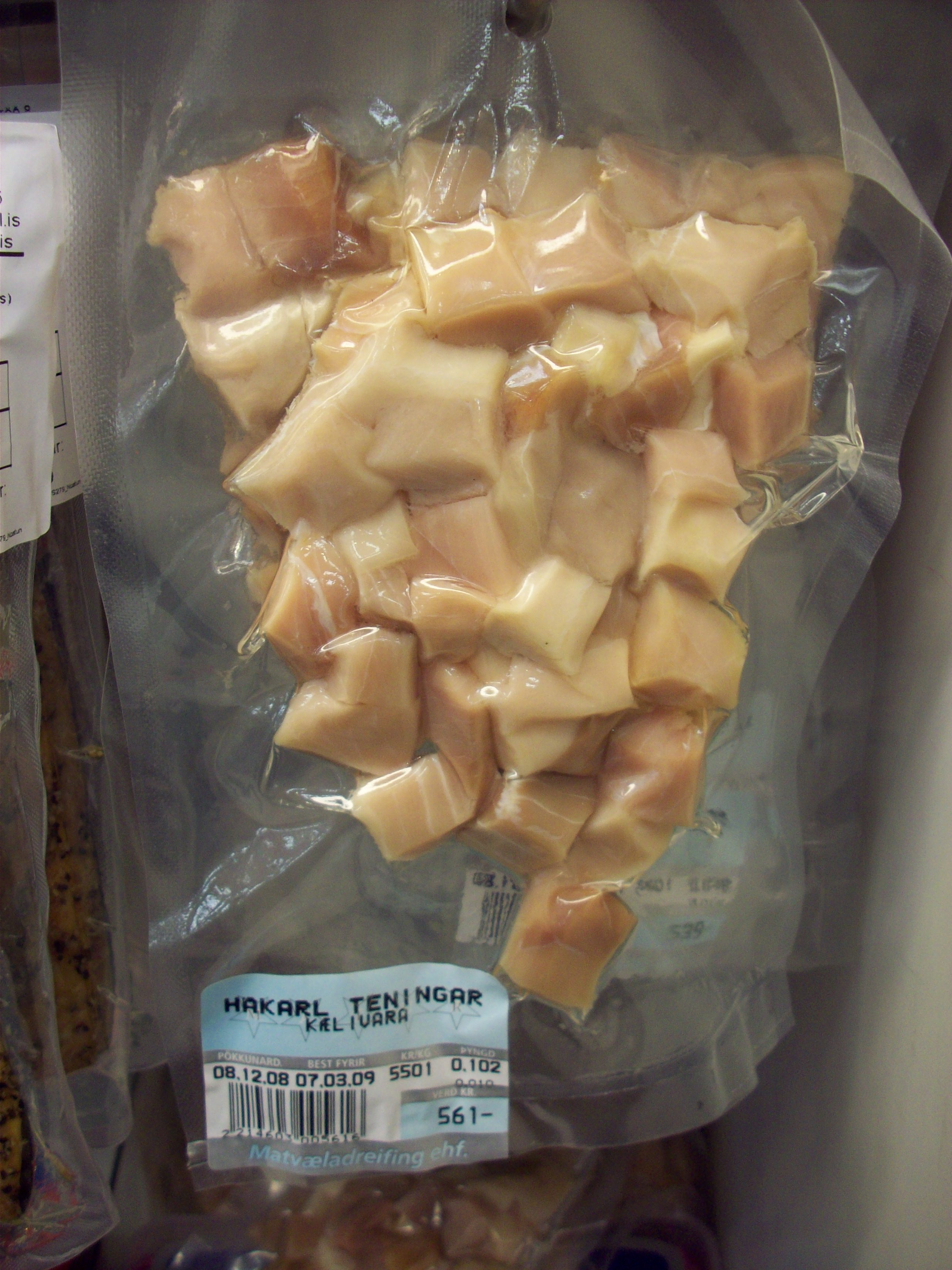
Vakuumverpackter Hákarl

Hákarl [ˈhauːkʰartl̥] ist eine isländische Spezialität, die aus fermentiertem Fleisch des Grönlandhais besteht. Geruch und Geschmack des Gerichts sind sehr intensiv. Die Konsistenz des Fleisches lässt sich als gummiartig bezeichnen.
Diese Art Hai ist für Menschen nur aufgrund der Fermentierung überhaupt essbar, ansonsten wäre ihr Fleisch ungenießbar bis giftig. Wie alle Plattenkiemer reichert der Grönlandhai Harnstoff im Blut an, den er zum Ausgleich des osmotischen Drucks des Meerwassers verwendet. Es dauert mehrere Monate, bis der Harnstoff im Körper des toten Hais abgebaut ist. In dieser Zeit werden durch seine Zersetzung große Mengen an Ammoniak freigesetzt.
Früher wurden die Haie von den Einheimischen in Island noch gezielt gefangen. Heute kommt es jedoch oft vor, dass Grönlandhaie unbeabsichtigt bei anderen Fischertouren mit eingefangen werden. Die Verarbeitungsstätten in Island machen sich dies zu Nutze und kaufen diesen Beifang von den Fischern an. Die weitere Verarbeitung hat sich jedoch über die Jahre kaum geändert.
Die traditionelle Zubereitung von Hákarl ist langwierig: Der Hai wird ausgenommen, die Knorpel entfernt, gesäubert und gewaschen. Dem Fleisch werden keine Gewürze oder Mittel für die Haltbarkeit zugesetzt. Dann wird eine Grube in grobkörnigem Kies gegraben, das Haifleisch wird eingegraben und durch daraufliegende Felsstücke ausgepresst. So wird es belassen – im Sommer sechs bis sieben Wochen, im Winter zwei bis drei Monate. Danach wird das Haifleisch in eine offene Trockenhütte gehängt, wo das Ammoniak abgasen kann. Dort bleibt es zirka zwei bis vier Monate, bis es fest und trocken ist. Heute wird der Hai im Allgemeinen nicht mehr vergraben, sondern in durchlässigen Holzkisten abgelagert. Entscheidend ist, dass das Ammoniak entweichen kann.
Vor dem Essen wird die braune Kruste des Hais entfernt, das weiße Fleisch in kleinen Stücken mit dem isländischen Schnaps Brennivín serviert. Auch wird es gerne mit Hverabrauð gereicht. Dem Gericht werden in Island verdauungsfördernde Eigenschaften zugeschrieben, beim Verzehr größerer Mengen kann es zu Durchfall kommen.
Ein Großteil der isländischen Produktion wird auch nach Japan exportiert.
Getrocknet wird das Fleisch des Grönlandhais in Grönland und Island auch als Hundefutter genutzt.
Das Gericht wurde von der Online-Plattform Taste Atlas zur unbeliebtesten Speise Europas gewählt.